# Rostbrauenvireo
Der Rostbrauenvireo (Cyclarhis gujanensis), auch Großschnabelvireo oder Papageiwürger genannt, ist eine Art aus der Gattung der Großschnabelvireos (Cyclarhis) innerhalb der Familie der Vireos (Vireonidae). Es werden mehrere Unterarten beschrieben.

## Verbreitung
Diese Art kommt von Mexiko über Mittel- und Südamerika bis nach Nordargentinien, sowie auf der Karibikinsel Trinidad vor. Dort bewohnt sie die Urwälder und andere bewaldete Gebiete sowie Savannen, Buschland und Wiesen.

## Beschreibung
Der Rostbrauenvireo erreicht eine Länge von 16 Zentimetern und ein Gewicht von ca. 20–39 Gramm. Typische Vertreter der Art sind auf der Oberseite olivfarben mit grauem Kopf und Nacken. Die Färbung von Kehle und Brust ist blass gelb bis olivgelb und wird zum Bauch hin weißlich. Die Stirn bis hin zu den Augenbrauen ist rostbraun. Der Schnabel ist kurz, kräftig und grau gefärbt. Die Beine sind hellgrau.

## Lebensweise
Der Rostbrauenvireo ernährt sich von Beeren und Insekten, welche er mit seinem kräftigen Schnabel zerteilt. Die Vögel sind ganzjährig standorttreu.

## Fortpflanzung
Rostbrauenvireos bauen sich aus Rinde von Bäumen und Gräsern ein Nest, welches sie in einer Astgabel eines Baumes oder Strauches befestigen.
Das Weibchen legt zwei bis drei Eier, die blassrosa und braun gefleckt sind. Die Brutdauer beträgt etwa 11 bis 13 Tage und die Nestlingszeit der Jungen etwa 13 Tage. Beide Altvögel sind an der Aufzucht der Jungen beteiligt.

## Gefährdung
Die IUCN stuft diese Art aufgrund ihres großen Verbreitungsgebietes als „Least Concern (LC)“ = „nicht gefährdet“ ein.

## Unterarten
Es sind zweiundzwanzig Unterarten bekannt:
- C. g. septentrionalis Phillips, AR, 1991[3] – Diese Unterart kommt im Osten Mexikos vor.
- C. g. flaviventris Lafresnaye, 1842[4] – Diese Unterart ist im Südosten Mexikos mit Ausnahme der Halbinsel Yucatán, in Guatemala und dem Norden Honduras verbreitet.
- C. g. yucatanensis Ridgway, 1887[5] – Diese Subspezies kommt auf der Halbinsel Yucatán vor.
- C. g. insularis Ridgway, 1885[6] – Diese Subspezies ist auf Cozumel verbreitet.
- C. g. nicaraguae Miller, W & Griscom, 1925[7] – Das Verbreitungsgebiet dieser Unterart erstreckt sich vom Süden Mexikos bis nach Nicaragua.
- C. g. subflavescens Cabanis, 1861[8] – Diese Subspezies kommt in Costa Rica und dem Westen Panamas vor.
- C. g. perrygoi Wetmore, 1950[9] – Diese Unterart ist im westlichen zentralen Panama verbreitet.
- C. g. flavens Wetmore, 1950[10] – Diese Unterart kommt im Osten Panamas vor.
- C. g. coibae Hartert, E, 1901[11] – Das Verbreitungsgebiet dieser Unterart ist die Coiba-Insel.
- C. g. cantica Bangs, 1898[12] – Diese Subspezies kommt im nördlichen und zentralen Kolumbien vor.
- C. g. flavipectus Sclater, PL, 1859[13] – Diese Subspezies ist im Nordosten Venezuelas und auf Trinidad verbreitet.
- C. g. parva Chapman, 1917[14] – Das Verbreitungsgebiet dieser Unterart ist der Nordosten Kolumbiens und der Norden Venezuelas.
- C. g. gujanensis (Gmelin, JF, 1789)[15] – Die Nominatform kommt im Osten Kolumbiens und dem Süden Venezuela über die Guyanas und den Nordosten Brasiliens, Zentralbrasilien und den Osten Perus vor.
- C. g. cearensis Baird, SF, 1866[16] – Diese Unterart ist im Osten Brasiliens verbreitet.
- C. g. ochrocephala Tschudi, 1845[17] –  Das Verbreitungsgebiet dieser Unterart erstreckt sich über den Südosten Brasiliens, Uruguay, Paraguay und den Nordosten Argentiniens
- C. g. viridis (Vieillot, 1822)[18] – Diese Subspezies kommt in Paraguay und dem Norden Argentiniens vor.
- C. g. virenticeps Sclater, PL, 1860[19] – Diese Subspezies kommt im Westen Ecuadors und dem Nordwesten Perus vor.
- C. g. contrerasi Taczanowski, 1879[20] – Diese Unterart ist im Südosten Ecuadors und dem Norden Perus verbreitet.
- C. g. saturata Zimmer, JT, 1925[21] – Das Verbreitungsgebiet dieser Unterart ist das zentrale Peru.
- C. g. pax Bond & Meyer de Schauensee, 1942[22] – Diese Unterart kommt im östlichen zentralen Bolivien vor.
- C. g. dorsalis Zimmer, JT, 1942[23] – Diese Subspezies ist in Zentralbolivien verbreitet.
- C. g. tarijae Bond & Meyer de Schauensee, 1942[24] – Diese Unterart kommt im Südosten Boliviens und dem Nordwesten Argentiniens vor.

## Etymologie und Forschungsgeschichte
Die Erstbeschreibung des Rostbrauenvireo erfolgte 1789 durch Johann Friedrich Gmelin unter dem wissenschaftlichen Namen Tanagra gujanensis. Als Verbreitungsgebiet gab er Guyana an. 1824 führte William Swainson die für die Wissenschaft neue Gattung Cyclarhis ein. Dieser Begriff leitet sich von κυκλος kyklos für Keis und ῥις, ῥινος rhis, rhinos für Nasenlöcher ab. Der Artname gujanensis bezieht sich auf die Guyanas. Yucatanensis bezieht sich auf Yucatán, nicaraguae auf Nicaragua, coibae auf Coiba, cearensis auf Ceará, pax auf das Departamento La Paz und tarijae auf das Departamento Tarija. Contrerasi wurde José Gregorio Contreras (1826–1891) gewidmet, perrygoi Watson Mondell Perrygo (1906–1984). Septentrionalis hat seinen Ursprung in lateinisch septemtrionalis, septemtrio ‚nördlich, Norden‘, insularis in lateinisch insularis, insula, insulae ‚von der Insel, Insel‘, flavens in lateinisch flavens, flaventis, flavus ‚gelb, goldfarben, goldengelb‘, cantica in lateinisch canticus, cantare, canere ‚musikalisch, singen‘, parvus in lateinisch parvus ‚klein, kurz‘, viridis in lateinisch viridis, virere ‚grün, grün sein‘ und dorsalis in lateinisch dorsualis, dorsal, dorsum ‚dorsal, vom Rücken, Rücken‘. Schließlich sind flaviventris Wortgebilde aus lateinisch flavus ‚gelb, goldgelb‘ und lateinisch venter, ventris ‚Bauch‘, subflavescens aus lateinisch sub ‚etwas, unter‘ und lateinisch flavescens, flavescentis, flavescere, flavus ‚goldengelb, gelb werden, gelb, goldgelb‘, flavipectus aus lateinisch flavus ‚gelb, goldgelb‘ und lateinisch pectus, pectoris ‚Brust‘, virenticeps aus lateinisch virens, virentis, virere ‚grün, grün sein‘ und lateinisch -ceps, caput, capitis ‚gekrönt, Kopf‘ und ochrocephala aus ωχρος ōkhros für blass gelb und -κεφαλος, κεφαλη -kephalos, kephalē für -köpfig, Kopf. Auf Basis von gesammelten Bälgen der „3. Gran-Chaco-Expedition“  kam Alfred Laubmann zu dem Schluss, dass C. g. viridis eher westlich des Río Paraguay vorkommt und C. g. ochrocephala  eher im südlichen und östlichen Gebiet Paraguays. Allerdings glaubte er, dass eine klare Grenze zwischen beiden Unterarten nicht zu ziehen sei. In Cyclarhis wiedi Pelzen, 1868 sah er fälschlicherweise ein Synonym für C. g. ochrocephala . Heute wird dieser Name als Synonym zu C. g. cearensis betrachtet.